# Frank Fahey
Frank Fahey (irisch Proinsias Ó Fathaigh, * 6. Juni 1951 in Galway, County Galway) ist ein irischer Politiker der Fianna Fáil.

## Biografie
Nach dem Studium war er als Lehrer an einer Secondary School tätig und begann seine nationale politische Laufbahn als Kandidat der Fianna Fáil 1982 mit der erstmaligen Wahl zum Abgeordneten (Teachta Dála) des Unterhauses (Dáil Éireann), in dem er zunächst bis 1992 die Interessen des Wahlkreises Galway West vertrat.
Nach dem Wahlsieg der Fianna Fáil wurde er am 12. März 1987 von Premierminister (Taoiseach) Charles J. Haughey zum Staatsminister für Jugend und Sport im Bildungsministerium berufen und übernahm als „Juniorminister“ damit sein erstes Regierungsamt. Nach einer Kabinettsumbildung war er danach vom 19. Juli 1989 bis zum Ende von Haugheys Amtszeit am 11. Februar 1992 Staatsminister im Bildungsministerium sowie zusätzlich vom 26. September 1989 bis zum 11. Februar 1992 Staatsminister im Ministerium für Tourismus, Transport und Kommunikation und als solcher für den Bereich Tourismus verantwortlich.
Nachdem er 1992 aus dem Unterhaus ausgeschieden war, war er zwischen 1993 und 1997 Mitglied des Senats (Seanad Éireann) und vertrat dort die Gruppe der Arbeiterschaft. 1997 wurde er dann wiederum zum Unterhausabgeordneten gewählt und vertritt nach zwei Wiederwahlen seitdem erneut den Wahlkreis Galway West.
Premierminister Bertie Ahern ernannte ihn darüber hinaus nach dem Wahlsieg der Fianna Fáil am 8. Juli 1997 zum Staatsminister im Ministerium für Gesundheit und Kinder. Nach einer Kabinettsumbildung war er vom 27. Januar 2000 bis zum 6. Juni 2002 Minister für Marine und Natürliche Ressourcen und gehörte damit auch dem Kabinett Aherns an.
Nach den Unterhauswahlen 2002 schied er allerdings wieder aus dem Kabinett aus und wurde von Bertie Ahern bei der Regierungsbildung am 18. Juni 2002 als Staatsminister für Unternehmen, Handel und Beschäftigung nur wieder für einen Posten als „Juniorminister“ berücksichtigt. Dieses Amt bekleidete er bis zum 14. Juni 2007. Zuletzt war Fahey vom 29. September 2004 bis zum 14. Juni 2007 zusätzlich auch Staatsminister im Ministerium für Justiz, Gleichstellung und Justizreform.